# Стародумов, Яков Фёдорович
Я́ков Фёдорович Староду́мов (13 декабря 1926, Нолинский уезд, Вятская губерния — 2018, Кизел, Пермский край) — бригадир горнорабочих очистного забоя Кизеловского угольного бассейна, Герой Социалистического Труда (1966).

## Биография
Родился в деревне Богады.
С 1941 года работал в полеводческой бригаде колхоза «Знамя» (Зуевский район). Окончив 8 классов, с 1943 года работал бригадиром в колхозе «Вятские поляны». С 1944 года, окончив школу ФЗО, работал разнорабочим на заводе им. Клары Цеткин.
В 1947 году переехал в Кизел. С 1948 года, окончив горно-промышленное училище № 69, работал крепильщиком на шахте № 39. С 1953 года — на шахте 24/38 («Коспашская»): забойщик, бригадир навалоотбойщиков, бригадир горнорабочих очистного забоя. В 1966 году удостоен звания Героя Социалистического Труда. С 1966 года, по окончании Кизеловского горного техникума, работал горным мастером.
Избирался депутатом поселкового и городского Советов народных депутатов (3.3.1963 — 24.2.1980), членом исполкома горсовета (1967—1980).
Воспоминания Я. Ф. Стародумова были опубликованы в 2006 году:
- Стародумов Я. Когда на копрах загорались звезды: [воспоминания Героя Социалистического труда] // Наш век. — 2006. — 26 авг. — С. 3.

Жил в Кизеле; умер в 2018 году.

### Семья
Два сына — шахтёры; дочь — живёт в Санкт-Петербурге.

## Награды
- Герой Социалистического Труда (орден Ленина и медаль «Серп и Молот»; 29.6.1966) — за выдающиеся заслуги в выполнении заданий семилетнего плана по развитию угольной промышленности и достижение высоких технико-экономических показателей в работе[1][5][7]
- Медаль «В ознаменование 100-летия со дня рождения Владимира Ильича Ленина» (1970)[8]
- Почётный шахтёр[1]
- Почётный гражданин города Кизел (1996)[7]
- знак «Шахтёрская слава» 3-х степеней[5][8].

## Память
Личные документы Я. Ф. Стародумова хранятся в Архивном отделе Кизеловского района и в Пермском государственном архиве социально-политической истории.

## Комментарии
1. ↑  Деревни под названием Богады среди населённых пунктов Богородского района не обнаружено[2]. Имелись две деревни со схожими названиями:
1) Болталы, относившаяся к Тумановской, в 1920-е годы — к Богородской волости Нолинского уезда, в последующем входила в состав Бутырского сельсовета Богородского района; не сохранилась[3];
2) Богданцы, относившаяся к Таранковской волости Нолинского уезда, в последующем входила в состав Уфимского сельсовета Богородского района; ныне — урочище в том же районе[4].
2. ↑  По другим данным — токарем[1].